# Solanum rugosum
Solanum rugosum är en potatisväxtart som beskrevs av Michel Félix Dunal. Solanum rugosum ingår i släktet skattor som ingår i familjen potatisväxter. Inga underarter finns listade i Catalogue of Life.